# Rhynchosia avensis
Rhynchosia avensis är en ärtväxtart som beskrevs av John Gilbert Baker. Rhynchosia avensis ingår i släktet Rhynchosia och familjen ärtväxter. Inga underarter finns listade i Catalogue of Life.